# Cosmin Gabriel Popp
Cosmin Gabriel Popp (n. 5 iulie 1981, București) este un politician român, fost membru membru al Parlamentului României în legislatura 2004-2008, ales pe listele PD, care a devenit ulterior PDL. Cosmin Gabriel Popp a fost validat la data de 22 decembrie 2004 când a înlocuit-o pe deputata Adriana Săftoiu și a demisionat pe data de 9 septembrie 2008. În cadrul activității sale parlamentare, Cosmin Gabriel Popp a fost membru în grupurile parlamentare de prietenie cu Republica Austria, Regatul Spaniei, Republica Elenă.  
Între anii 2008 și 2017, a condus Direcția de Taxe și Impozite Locale Sector 6 București, instituție aflată în subordinea Consiliului Local al Sectorului 6, Direcția Economică din cadrul Ministerului Muncii Familiei și Protecției Sociale, precum și Direcția Servicii Interne din cadrul Direcției Generale a Finanțelor Publice a Municipiului București, structură teritorială a Agenției Naționale de Administrare Fiscală.
Începând cu luna ianuarie 2018, a activat în cadrul Administrației Prezidențiale, ocupând funcția de director la Direcția Servicii Generale (2018-2019) și la Direcția Economică (2019-2020) din Secretariatul General al Administrației Prezidențiale.
Începând cu data de 15 iunie 2020, a fost numit de Președintele României în funcția de Consilier de Stat în cadrul Secretariatul General al Administrației Prezidențiale.
1. ↑  Popp